# Al di là del nero
Al di là del nero (Beyond Black) del 2005 è il nono romanzo, e l'undicesima opera, della pluripremiata scrittrice britannica Hilary Mantel, per il quale è stata candidata all'Orange Prize (vinto poi da Lionel Shriver). Narra la storia dell'amicizia tra una medium e la propria agente, manager e coinquilina.
Il romanzo è stato pubblicato dalla Fourth Estate nel 2005 e tradotto in italiano nel 2016 da Giuseppina Oneto per Fazi Editore.

## Trama
Un'esperienza paranormale porta Colette a frequentare medium e chiromanti in cerca di risposte: oltre a questa, infatti, il matrimonio l'ha destabilizzata. Colette ritrova un proprio equilibrio ad uno spettacolo di Alison Hart, una medium con poteri superiori alla norma che, sorprendentemente, le propone di diventare sua manager: Alison, infatti, è tanto presa dal mondo degli spiriti da non avere una gran praticità con la realtà, soprattutto con quella fiscale, verso la quale, invece, Colette è attenta e diligente. Il sodalizio tra le due, tuttavia, perde presto di vitalità, tanto che Colette perderà il precario equilibrio raggiunto grazie ad Alison e deciderà di tornare dall'ex marito.
Alison, tuttavia, ha atteggiamenti esasperanti perché, da giovane (sia da bambina sia da ragazza), aveva conosciuto le persone più crudeli che frequentavano la provincia inglese: sua madre, infatti, era una prostituta sempre circondata da uomini provenienti dagli ambienti più disparati, da quello militare a quello circense. Da quest'ultimo, Alison erediterà il proprio "spirito guida", del quale però non vede l'ora di sbarazzarsi: non solo, infatti, in vita aveva contribuito a seviziarla; da morto, fa dispetti e capricci. Per un po', Alison riesce a sbarazzarsene: lo spirito se ne va per seguire un certo "corso" riservato ai dipartiti. Tuttavia, tornerà e Alison sarà costretta a fare definitivamente i conti col proprio passato, senza più il sostegno di Colette.